# La geometría fractal de la naturaleza
La geometría fractal de la naturaleza (título original en inglés: The Fractal Geometry of Nature) es un libro de 1982 escrito por el matemático franco-estadounidense Benoît Mandelbrot.

## Resumen
El texto editado en 1982 es una versión revisada y ampliada de su libro de 1977 titulado "Fractals: Form, Chance and Dimension" (Fractales: forma, azar y dimensión), que a su vez fue una versión revisada, ampliada y traducida de su libro escrito en francés de 1975, Les Objets Fractals: Forme, Hasard et Dimension. La revista American Scientist incluyó la obra entre su lista de cien libros de ciencia más relevantes del siglo XX.
A medida que la tecnología ha mejorado, los fractales representados por ordenador, se han vuelto más detallados al ser cada vez más precisos matemáticamente. Los primeros dibujos eran en blanco y negro de baja resolución; pero los dibujos posteriores han incorporado el color y un extraordinario grado de detalle. Muchos ejemplos fueron creados por programadores que trabajaban con Mandelbrot, principalmente en IBM Research. Estas visualizaciones se han sumado a la fascinación generada por los libros y su impacto en la comunidad científica.

## Edición en español
- El libro fue editado en español en 1997 por la editorial Tusquets.[4]